# Нуката (уезд)
Нуката (яп. 額田郡 Nukata-gun) — японский уезд, расположен в префектуре Айти, на острове Хонсю, Япония. Площадь 56,72 км²

Расположение уезда Нуката в префектуре Айти.

Ранее занимал бо́льшую территорию, но в результате различных объединений и слияний муниципалитетов большая часть Нукаты вошла в состав городов Окадзаки и Тоёта, и теперь уезд Нуката фактически состоит только из посёлка городского типа Кота.

## Население
По оценкам на 1 мая 2017 года, население уезда составляло 40617 человек, плотность 716 человек/км².
По состоянию на 1 октября 2019 года в районе проживало 42200 человек при плотности 744 человека на км2.
Оценочная численность населения на начало 2024 года: 42212 человек.

## История
Нуката — один из древних округов западной провинции Микава. В период Сэнгоку большая часть территории района контролировалась кланом Мацудайра. В период Эдо, при сёгунате Токугава, большие части территории находились в ведении феодальных владений Окадзаки, Окутоно и Ниси-Охира. После Реставрации Мэйдзи этот район ненадолго стал «префектурой Нуката», которая затем была объединена с префектурой Айти.

## Транспорт
Линия синкансэна.[уточнить]